# Temi d'amore
Temi d'amore (水色時代?, Mizuiro Jidai, lett. "L'età color acquamarina") è un manga shōjo scritto e disegnato da Yuu Yabuuchi, pubblicato in Giappone sulla rivista Ciao di Shogakukan dal novembre 1991 al giugno 1994. In Italia è stato pubblicato da Planet Manga, che ha diviso i 7 volumi originali in 14 più corti, dal febbraio 2001 all'aprile 2002.
Dal manga è stato tratto un anime di 47 episodi, prodotto da Nippon Ad Systems (NAS) e andato in onda in Giappone su TV Tokyo tra l'aprile 1996 e il febbraio 1997; in Italia è stato trasmesso, con il titolo Temi d'amore fra i banchi di scuola, su Italia 1 dal 29 maggio 2000.
Tra il 1996 e il 1997, è stato creato un sequel intitolato Shin Mizuiro Jidai (新水色時代?, Shin Mizuiro Jidai, lett. "La nuova età color acquamarina") composto da 3 volumi, inedito in Italia.
Il titolo originale prende spunto dal modo in cui i giapponesi definiscono l'età della prima adolescenza.

## Trama
Yuko Kawai (Yumi, in Italia) è una timida ragazza che prova dei sentimenti per il suo amico d'infanzia, nonché vicino di casa, Hiroshi Naganuma. Quando, però, scopre che anche Hiroshi si è innamorato di lei, Yuko non sa che fare. Iniziano così le numerose avventure tra casa e scuola e i problemi della vita che dovrà affrontare Yuko ogni giorno.

## Personaggi

### Personaggi principali
Yuko Kawai (河合 優子?, Kawai Yūko, in Italia Yumi)
Doppiata da: Masami Suzuki (ed. giapponese), Marcella Silvestri (ed. italiana)
È una ragazza molto insicura, ingenua e timida, che molto spesso non sa cosa fare ed entra nel pallone. Conosce Hiroshi da quando erano piccoli, ma lei l'ha sempre considerato un amico, quasi un fratello. Dopo un po' di tempo, però, si rende conto che è qualcosa di più.
Hiroshi Naganuma (長沼 博士?, Naganuma Hiroshi, in Italia solo Hiroshi)
Doppiato da: Jun Akiyama (ed. giapponese), Davide Garbolino (ed. italiana)
È l'amico di infanzia di Yuko, da sempre innamorato di lei. Quand'era piccolo portava gli occhiali, ma da quando ha iniziato a giocare a calcio li ha tolti ed è diventato così carino che tantissime ragazze nella scuola si sono innamorate di lui. È abile a calcio e per questo si trasferirà in una scuola per futuri professionisti. È molto intelligente e il primo nella classe in qualsiasi materia, ma con le parole non ci sa fare molto, per questo molte volte litiga con Yuko per malintesi e incomprensioni.
Takako Takahata (高幡 多可子?, Takahashi Takako, in Italia Rika)
Doppiata da: Chieko Higuchi (ed. giapponese), Lara Parmiani (ed. italiana)
È la migliore amica di Yuko. Inizialmente si prende una cotta per Hiroshi, ma vedendo che Yuko e Hiroshi cominciano a innamorarsi, lascia campo libero all'amica. È una ragazza egoista e prepotente ma lo fa solo per nascondere un'altra parte del suo carattere, una parte nobile e dolce e anche un po' ingenua. È molto gelosa dei suoi sentimenti, per questo con il suo fidanzato è molto scorbutica ma col tempo diventa più docile. In futuro decide di diventare estetista.
Miyuki Kitano (北野 深雪?, Kitano Miyuki, in Italia Kelly)
Doppiata da: Eri Miyajima (ed. giapponese), Patrizia Mottola (ed. italiana)
Ragazza solitaria, diventa in seguito amica di Yuko e Takako.
Norihito Hashimoto (橋本 識人?, Hashimoto Norihito, in Italia Mako)
Doppiato da: Tetsuya Iseya (ed. giapponese), Simone D'Andrea (ed. italiana)
Amico e compagno di scuola di Hiroshi. Ha un carattere un po' superficiale e non bada ai sentimenti altrui. Porta gli occhiali.
Fuyuki Miyauchi (宮内 冬紀?, Miyauchi Fuyuki)
Doppiato da: Daisuke Kishio (ed. giapponese), Nicola Bartolini Carrassi (ed. italiana)
Amico e compagno di scuola di Hiroshi. È maturo e gentile.
Mari Sengawa (仙川 万理?, Sengawa Mari)
Doppiata da: Miwa Matsumoto (ed. giapponese), Elisabetta Spinelli (ed. italiana)
Amica e compagna di scuola di Yuko. Ama spettegolare e porta dei grandi occhiali rotondi.
Rumiko Hirayama (平山 るみ子?, Hirayama Rumiko)
Doppiata da: Yukiko Matsuura (ed. giapponese), Alessandra Karpoff (ed. italiana)
Amica e compagna di scuola di Yuko e Mari. È innamorata di Norihito.
Natsumi Kugayama (久我山 夏実?, Kugayama Natsumi, in Italia Nelly)
Doppiata da: Maaya Sakamoto (ed. giapponese), Debora Magnaghi (ed. italiana)
Compagna di scuola di Yuko e gli altri, è la manager del club di calcio della scuola. Yuko è molto gelosa delle attenzioni che Natsumi riserva per Hiroshi, essendo inoltre una ragazza di bell'aspetto.

### Altri personaggi
Atsuko Kawai (河合 厚子?, Kawai Atsuko)
Doppiata da: Chieko Hozuki (ed. giapponese), Stefania Patruno (ed. italiana)
Madre di Yuko. Ha una personalità calma e gentile.
Yasuo Kawai (河合 靖雄?, Kawai Yasuo)
Doppiato da: Ryōsei Tayama (ed. giapponese), Giorgio Bonino (ed. italiana)
Padre di Yuko. È piuttosto severo.
Toshiko Kawai (河合 敏子?, Kawai Toshiko)
Doppiata da: Yuki Nakao (ed. giapponese), Sonia Mazza (ed. italiana)
Sorella maggiore di Yuko.
Tomoko Tobita (飛田 智子?, Tobita Tomoko)
Doppiata da: Misa Nakamura (ed. giapponese), Federica Valenti (ed. italiana)
Compagna di scuola di Yuko, alle elementari le due erano molto amiche ma non si sa perché poi si allontanate. Ha ottimi voti a scuola e porta le trecce ai capelli.
Prof. Igawa (井川先生?, Igawa-sensei)
Doppiato da: Taiki Matsuno (ed. giapponese), Guido Rutta (ed. italiana)
È l'insegnante di inglese nella classe di Yuko. Ha una personalità rigorosa.
Prof.ssa Daidabashi (代田橋先生?, Daidabashi-sensei)
Doppiata da: Mayumi Akado (ed. giapponese), Patrizia Scianca (ed. italiana)
È l'insegnante di educazione fisica della scuola. Temuta e severa, è soprannominata dagli studenti "la schiacciasassi".
Ryoko Katakura (片倉 良子?, Katakura Ryōko)
Doppiata da: Noriko Namiki (ed. giapponese), Emanuela Pacotto (ed. italiana)
Compagna di scuola di Yuko.
Haruhiko Shibasaki (柴崎 春彦?, Shibasaki Haruhiko, in Italia Shingo)
Doppiato da: Ken'ichi Suzumura (ed. giapponese), Luca Bottale (ed. italiana)
Ragazzo timido, ha una cotta per Takako, con la quale in seguito si fidanza.
Mika Inada (稲田 みか?, Inada Mika) & Kaori Tsutsumi (堤 かおり?, Tsutsumi Kaori)
Doppiate da: Nozomi Ikeda e Nariko Fujieda (ed. giapponese), Lorella De Luca e Jasmine Laurenti (ed. italiana)
Compagne di scuola di Yuko. Sono molto amiche e amano i pettegolezzi.

## Manga
Il manga è stato pubblicato sulla rivista Ciao a partire dal 1991 fino al 1994 e successivamente è stato serializzato in 7 tankōbon per conto della Shogakukan, pubblicati tra il novembre 1991 al giugno 1994. L'opera ha ricevuto due riedizioni, in 4 volumi nel 2000 e in 5 formato tascabile nel 2009; inoltre essa è disponibile come e-book e on-demand, ovvero su richiesta del lettore. Nell'ultima di queste è stato inserito un capitolo extra del 2002 intitolato Mizuiro Jidai wo sugite mo "19-sai no chizu", che si colloca dopo la fine del manga e vede Yuko e Hiroshi cresciuti. Il manga si divide in diverse fasi, cioè quando i protagonisti fanno le elementari, poi le medie, e infine le superiori.
Tra il 1996 e il 1997, è stato creato un sequel intitolato Shin Mizuiro Jidai (新水色時代?, Shin Mizuiro Jidai, lett. "La nuova età color acquamarina") composto da 3 volumi.
In Italia la prima serie è stata pubblicata con il titolo simile alla serie animata per fidelizzazione con gli spettatori televisivi da Planet Manga (Panini Comics) in 14 volumetti dal febbraio 2001 all'aprile 2002, mentre il seguito è tuttora inedito.

### Volumi
| Mizuiro Jidai (7 volumi)      |                   |                    |                                  |
| 1                             | 26 novembre 1991  | ISBN 4-09-134131-4 | 9 febbraio 2001 14 marzo 2001    |
| 2                             | 24 luglio 1992    | ISBN 4-09-134132-2 | 9 maggio 2001 29 maggio 2001     |
| 3                             | 26 aprile 1993    | ISBN 4-09-134133-0 | 3 luglio 2001 27 luglio 2001     |
| 4                             | 25 settembre 1993 | ISBN 4-09-134134-9 | 28 agosto 2001 3 ottobre 2001    |
| 5                             | 26 marzo 1994     | ISBN 4-09-134135-7 | 25 ottobre 2002 12 dicembre 2001 |
| 6                             | 26 maggio 1994    | ISBN 4-09-134136-5 | 15 gennaio 2002 12 febbraio 2002 |
| 7                             | 25 giugno 1994    | ISBN 4-09-134137-3 | 11 marzo 2002 10 aprile 2002     |
| Shin Mizuiro Jidai (3 volumi) |                   |                    |                                  |
| 1                             | 26 ottobre 1996   | ISBN 4-09-137071-3 | –                                |
| 2                             | 26 febbraio 1997  | ISBN 4-09-137072-1 | –                                |
| 3                             | 24 aprile 1997    | ISBN 4-09-137073-X | –                                |

## Anime
L'anime, prodotto da Nippon Animation e Studio Comet, è composto da 47 episodi, andati in onda su TV Tokyo dal 4 aprile 1996 al 27 febbraio 1997. È stato successivamente raccolto in 8 DVD divisi in due cofanetti, usciti rispettivamente il 22 marzo e il 25 giugno 2002. Inizialmente per la serie erano previsti 39 episodi ma, visto il successo in madrepatria, ne sono stati prodotti 47.
In Italia è stato acquistato da Mediaset ed è stato trasmesso in prima TV sull'emittente televisiva Italia 1, in una edizione censurata, dal 29 maggio 2000, all'interno del contenitore Bim Bum Bam, con 46 dei 47 episodi: non è stato infatti mandato in onda l'episodio 39, che è un riassuntivo.

### Episodi
| Nº | Titolo italiano Giapponese 「Kanji」 - Rōmaji - Traduzione letterale | In onda           | In onda        |
| Nº | Titolo italiano Giapponese 「Kanji」 - Rōmaji - Traduzione letterale | Giapponese        | Italiano       |
| 1  | Nuovi amici, nuove emozioni 「新学期」 - Shingakki – "Nuovo anno scolastico" | 4 aprile 1996     | 29 maggio 2000 |
| 1  | Takako, innamorata di Hiroshi, chiede all'amica Yuko di indagare se a Hiroshi interessa qualche ragazza. Yuko chiama il ragazzo sulla terrazza della scuola e gli domanda se c'è qualcuna nel suo cuore. Hiroshi risponde che la ragazza che gli interessa è proprio lei, Yuko, quindi non Takako. Quest'ultima, dietro la porta, ascolta la conversazione e se ne va via scioccata. Yuko però non vuole dire all'amica la verità, peggiorando solo le cose perché Takako sa già tutto. Yuko, così, impara che non si dovrebbe mentire, anche quando la verità fa male. |                   |                |
| 2  | Due cuori, un solo amore 「友情」 - Yūjō – "Amicizia" | 11 aprile 1996    | 2000           |
| 2  | Pur sapendo la risposta, Takako decide comunque di chiedere a Yuko cos'ha detto Hiroshi, ma Yuko, per non ferirla, le dice che il ragazzo non ha per ora interesse per alcuna ragazza. Takako, però, le rivela di aver sentito tutto e si arrabbia. Inizia così un grande litigio tra le due e sembra che Takako non abbia intenzione di fare pace. Hiroshi chiede intanto spiegazione a Yuko e se è lui la causa del loro litigio, Yuko risponde di sì. In seguito, però, le due amiche riescono a fare pace e Takako promette di lasciare perdere Hiroshi per Yuko. |                   |                |
| 3  | Ascolta la voce del cuore 「林間学校」 - Rinkan gakkō – "Scuola all'aria aperta" | 18 aprile 1996    | 2000           |
| 3  | È arrivato il tanto atteso campeggio della scuola, e Yuko comincia a notare cambiamenti nella personalità di Hiroshi, che da bambino brutto e antipatico è diventato un bel ragazzo, simpatico e capace di capire le persone, ma purtroppo non sa ancora cosa prova per lui. Una sera Yuko va a bere e incontra Hiroshi che porta gli occhiali come da bambino e le tornano in mente tantissimi ricordi. Come buonanotte gli dà un bacio sulla guancia. |                   |                |
| 4  | Il torneo di softball 「ソフトボール大会」 - Sofutobōru taikai – "Torneo di softball" | 25 aprile 1996    | 2000           |
| 4  | Yuko è in crisi perché non è capace di giocare a softball e la sua squadra potrebbe perdere a causa sua. Hiroshi decide di allenarla tutte le sere nel giardino di casa in modo che arrivi più preparata alla partita. |                   |                |
| 5  | Grandi cambiamenti 「すれちがい」 - Surechigai | 2 maggio 1996     | 2000           |
| 5  | Nella versione italiana questo episodio è stato completamente rivisitato. Infatti, Yuko è in realtà alle prese con un grande cambiamento per una ragazza: l'inizio delle mestruazioni. Una notte ha un incubo che riguarda proprio questo avvenimento e decide di condividerlo con le amiche, le quali cercano di tranquillizzarla perché tutte stanno attraversando lo stesso sconvolgimento. La festa organizzata in famiglia e il regalo della madre di Yuko (un sacchettino) riguardano il menarca. Durante l'ora di educazione fisica, Yuko sviene a causa della sua inesperienza con il ciclo, infatti avrebbe dovuto saltare la lezione o, almeno, non correre. In infermeria, una volta ripreso conoscenza, controlla subito di non aver sporcato le lenzuola. Takako le porta il sacchettino regalatole dalla madre, contenente gli assorbenti (non è quindi un 'portafortuna'). |                   |                |
| 6  | Un tesoro di sorella 「お姉ちゃん」 - Onee-chan – "Sorella maggiore" | 9 maggio 1996     | 2000           |
| 6  | Yuko è incaricata di scrivere la sceneggiatura per un video che verrà girato coi suoi compagni per il festival scolastico. Il compito però non è affatto facile e Yuko si distrae in continuazione. Sua sorella quindi inizia a spronarla affinché si impegni di più e creda nelle sue grandi capacità di scrittrice. |                   |                |
| 7  | Un magico Natale 「クリスマス会」 - Kurisumasu kai – "Festa di Natale" | 16 maggio 1996    | 2000           |
| 7  | Yuko e i suoi amici stanno organizzando la tradizionale festa di Natale. Questa volta, però, le ragazze vogliono escludere Takako perché l'anno prima si era comportata male. Yuko non ha coraggio di dirle che non è stata invitata e svia dicendo che non si farà nulla. La situazione inizia a sfuggire di mano, finché Takako si presenta alla festa, lasciando tutti sorpresi. Lei si rende conto di non essere gradita e se ne va, ma Yuko la segue per spiegarle e chiedere scusa, perché sono stati degli immaturi nell'escluderla. |                   |                |
| 8  | Il giorno degli innamorati 「バレンタインデー」 - Barentain de – "Il giorno di San Valentino" | 23 maggio 1996    | 2000           |
| 8  | Yuko ha preparato dei biscotti da regalare a Hiroshi per San Valentino ma non sa bene quando darglieli perché teme i commenti maliziosi dei compagni. Così, nel frattempo, lui riceve i dolci da altre ammiratrici e Yuko ci resta male. Finalmente, dopo essersi confidata con Takako, da i biscottini a Hiroshi che, felice, le dice che li stava aspettando con ansia dalla mattina. |                   |                |
| 9  | Esami 「学年末テスト」 - Gakunenmatsu tesuto – "L'esame finale" | 30 maggio 1996    | 2000           |
| 9  | È tempo di esami per Yuko e compagni, ma la ragazza ha un pessimo rendimento. Hiroshi, essendo uno studente modello, le organizza un piano di studi per aiutarla a preparare gli esami e a recuperare le sue lacune. |                   |                |
| 10 | Nuovi compagni 「クラス替え」 - Kurasu kae – "Nuovi compagni" | 6 giugno 1996     | 2000           |
| 10 | Inizia il nuovo anno scolastico e ognuno si ritrova con dei nuovi compagni. Yuko è preoccupata perché crede che passerà un anno brutto e da sola senza le sue amiche. Un po' alla volta però si fa forza, finché un giorno chiede alle nuove compagne se può pranzare con loro. Nel gruppetto c'è una ragazza che già aveva rotto il ghiaccio con Yuko e la accolgono con entusiasmo. A volte basta un po' di coraggio per cambiare in meglio le cose. |                   |                |
| 11 | Il primo appuntamento 「タカ子の恋」 - Takako no koi – "L'amore di Takako" | 13 giugno 1996    | 2000           |
| 11 | Takako ha un ammiratore, Shingo. Un giorno il ragazzo le chiede di andare insieme al luna park, ma Takako invita anche Yuko e Hiroshi perché l'idea di un appuntamento la terrorizza. Nonostante il ragazzo si dimostri adorabile e rispettoso, Takako decide di allontanarlo. Qualche giorno dopo lui annuncia che si deve trasferire a breve a Kyoto e che quindi non si vedranno più. La ragazza a quel punto si rende conto di provare qualcosa, mette da parte l'orgoglio e corre in stazione a salutarlo. |                   |                |
| 12 | Saggi consigli 「先輩後輩」 - Senpai kōhai | 20 giugno 1996    | 2000           |
| 12 | Yuko e compagni devono accogliere i nuovi studenti più giovani. Takako si dimostra molto altezzosa e nervosa, cosa che irrigidisce il rapporto fra vecchi e nuovi studenti. Yuko non sa come comportarsi, in più il padre la sgrida perché disordinata: spazientita, gli risponde alzando i toni. I genitori le fanno notare che non è il modo giusto di reagire perché la situazione peggiora soltanto. Così, Yuko fa pace col padre e capisce che coi nuovi studenti bisogna essere gentili ed empatici invece che aggressivi. |                   |                |
| 13 | La gelosia 「ジェラシー」 - Jerashī – "Gelosia" | 27 giugno 1996    | 2000           |
| 13 | Yuko è gelosa di Nelly, la manager della squadra di calcio, la quale ha un rapporto stretto con Hiroshi. Anzi, è convinta che presto lui la rimpiazzerà con lei. Il ragazzo però sembra non capire l'insicurezza di Yuko e questo la manda su tutte le furie. Finalmente i due si chiariscono e Hiroshi spiega a Yuko che non deve essere gelosa perché è lei la persona più importante nel suo cuore. |                   |                |
| 14 | Belli dentro 「ダイエット」 - Daietto – "Dieta" | 4 luglio 1996     | 2000           |
| 14 | Le vacanze estive stanno per arrivare, Yuko e gli amici stanno pensando di andare al mare in vacanza. Così, Yuko e Takako vanno a fare shopping e acquistano dei costumi da bagno. Purtroppo, però, Yuko si sente fisicamente da meno rispetto a Takako, che già ha le sue forme femminili, è alta e snella. Pare che il suo segreto sia una dieta e Yuko decide di imitarla, ma senza risultati. Nel frattempo, i genitori si preoccupano perché non è necessaria una dieta per una ragazzina così giovane, anzi, dovrebbe cercare di accettarsi com'è perché non ha nulla che non va. Finalmente, Yuko inizia a capire che ciascuno di noi è bello e unico così com'è e che mai ci si dovrebbe sentire complessati rispetto agli altri. |                   |                |
| 15 | Sotto un magico cielo sereno 「夏休み」 - Natsuyasumi – "Vacanze estive" | 11 luglio 1996    | 2000           |
| 15 | Dopo molti dubbi e insicurezze, finalmente Yuko e Hiroshi si baciano sulla spiaggia durante una vacanza con gli amici. |                   |                |
| 16 | Nubi all'orizzonte 「嵐の季節」 - Arashi no kisetsu – "La stagione delle tempeste" | 18 luglio 1996    | 2000           |
| 16 | Le amiche di Yuko le raccontano che due compagni si sono fidanzati. Gli amici di Hiroshi la iniziano a prendere in giro, perché sospettano che anche fra loro due ci sia del tenero e la mettono in guardia sui lati 'segreti' del ragazzo. Un pomeriggio, Hiroshi invita Yuko a casa sua per studiare insieme. La ragazza realizza di essere sola con lui e questo la agita, soprattutto ripensando alle parole dei suoi compagni. Yuko trova sotto il letto un giornaletto stile 'Playboy', cosa che la turba perché non immaginava che anche a Hiroshi potessero interessare 'certe' riviste. Nel tentativo di riprendere il giornaletto, Hiroshi si sbilancia e cade sopra Yuko, che fugge via gridando convinta che il ragazzo volesse già bruciare le tappe. Il giorno dopo, Takako spiega a Yuko che è normale che i ragazzi vivano l'attrazione fisica diversamente dalle ragazze, ma che Hiroshi è un bravo ragazzo che mai le mancherebbe di rispetto. Così, Yuko si tranquillizza e rientra a casa insieme al suo amato Hiroshi sotto la pioggia battente del tifone. |                   |                |
| 17 | Incomprensioni 「ふつう」 - Futsū – "Normale" | 25 luglio 1996    | 2000           |
| 17 | Nella versione originale, a scuola gira voce che fra Tomoko e il professore di inglese ci sia qualcosa di più del normale rapporto insegnante-alunna. Yuko e le compagne si uniscono ai pettegolezzi finché un giorno Tomoko le sente sparlare di lei e corre via. Yuko non riesce a capire cosa sia preso alla sua amica e decide di seguirla. Infatti Tomoko ha un appuntamento col professore e altre due alunne per andare al luna park. Una volta lì però Yuko scopre che fanno animazione teatrale in un orfanotrofio accanto. A quel punto, capisce di aver sbagliato a giudicare l'amica in base alle apparenze e che nessuno dovrebbe mai permettersi di farlo nei confronti degli altri, perché ognuno è fatto a modo suo. E che prima di correre alle conclusioni, bisogna sapere come stanno le cose davvero. |                   |                |
| 18 | La voce del cuore 「三角関係」 - Sankakukankei – "Triangolo amoroso" | 1º agosto 1996    | 2000           |
| 18 | Yuko si trova di nuovo a confrontarsi con Nelly, la manager della squadra di Hiroshi. Piena di insicurezze, pensa di non essere la persona adatta per lui, al contrario di Nelly. Un giorno Hiroshi si fa investire da un ciclista pur di proteggere Yuko e si fa male al piede. Yuko prova a medicarlo, ma avrebbe dovuto rivolgersi subito al dottore. Nelly, preoccupata per il suo capitano, lo rimprovera e questa premura alimenta la gelosia e l'insicurezza di Yuko. Una mattina, a scuola, Fuyuki, attratto da lei, le riconsegna un pupazzetto che aveva perso scontrandosi con lui. Sa bene però che Yuko è innamorata di Hiroshi e le spiega che quando si vuole bene a qualcuno, bisogna voler bene e basta, anche se non si è corrisposti o si crede di non essere la persona giusta. E che se c'è amore, le differenze non contano. Finalmente, Yuko si mette il cuore in pace. |                   |                |
| 19 | Un Natale movimentato 「恋と友情」 - Koi to yūjō – "Amore e amicizia" | 8 agosto 1996     | 2000           |
| 19 | È arrivato il Natale e Yuko lo vuole trascorrere con Hiroshi, ma lui si è già organizzato con la squadra di calcio. Takako e le altre preferiscono non coinvolgere Yuko nella festa che stanno preparando perché sanno che desidera stare con il suo amato. In questo modo, però, la ragazza si ritrova da sola e triste a passeggio per la città. Hiroshi scopre che Yuko non è dalle amiche e corre a cercarla. Una volta trovata, fanno pace e passano il resto del Natale insieme. |                   |                |
| 20 | Un raggio di sole 「初日の出」 - Hatsuhi no de – "Prima dell'alba" | 15 agosto 1996    | 2000           |
| 20 | Yuko, Hiroshi e gli amici vogliono vedere l'alba di Capodanno da incima una montagna. Prima però fanno tappa al santuario e ciascuno pesca un 'bigliettino della fortuna'. Purtroppo quello di Yuko non porta buone notizie e da quel momento tutto ciò che accade sembra confermare le previsioni. Una volta raggiunta la montagna, Yuko si prende indietro per una vescica al piede e Hiroshi le dà una mano. Così, i due restano da soli e il ragazzo cerca di scongiurare la fissazione di Yuko per il bigliettino, perché alla 'cattiva sorte' si può reagire. Poco prima che si diano un bacio, il resto degli amici li raggiunge e arrivano tutti assieme sulla cima. Il panorama, l'alba e la compagnia ripagano la fatica e Yuko inizia il nuovo anno piena di ottimismo e speranza. |                   |                |
| 21 | Una nuova amica 「塾」 - Juku | 22 agosto 1996    | 2000           |
| 21 | Yuko e Takako si iscrivono a un corso di sostegno in vista degli esami per accedere al liceo. Qui conoscono due ragazze e Kelly, che porta la loro stessa divisa. Dato che non si lascia avvicinare, Yuko prova a rompere il ghiaccio e un po' alla volta Kelly si apre. Nasce così una nuova amicizia. |                   |                |
| 22 | Un amore nel pallone 「恋人同士」 - Koibito dōshi – "Coppie" | 29 agosto 1996    | 2000           |
| 22 | Nelly invita Hiroshi a una partita di serie A per passare del tempo con lui. Il ragazzo tenta di includere anche Mako e Yuko, che sono già impegnati in quel giorno. Hiroshi si ritrova quindi da solo con Nelly e stanno molto bene insieme. All'uscita dallo stadio, incontrano Yuko e le amiche, proprio quando fra i due sembra stia nascendo qualcosa. Yuko lo perdona e Nelly decide di rinunciare a Hiroshi. |                   |                |
| 23 | Tutti possono sbagliare 「仲たがい」 - Nakatagai – "Amici" | 5 settembre 1996  | 2000           |
| 23 | Si avvicina la gita scolastica e Kelly e Takako hanno in mente due mete diverse, Osaka e Kyoto. Ognuna ha il suo buon motivo per visitare la città scelta, l'unica a non esprimersi è Yuko. Entrambe le amiche vogliono che prenda la loro parte, anche se Yuko desidera andare in gita con Hiroshi. Un giorno però sia Kelly sia Takako si arrabbiano con lei perché non capiscono da che parte stia. Così, Yuko impara che bisogna imporsi a volte, invece di essere sempre accomodanti. |                   |                |
| 24 | La gita 「修学旅行」 - Shūgakuryokō – "La gita" | 12 settembre 1996 | 2000           |
| 24 | Durante la gita gli studenti hanno un giorno libero che possono sfruttare per visitare quello che vogliono. Yuko e Kelly accompagnano Takako a Kyoto per incontrare il suo ragazzo ed è molto preoccupata perché forse le cose sono cambiate. Invece, Shingo si dimostra quello di sempre, ma Takako è fredda e scorbutica. Solamente a fine gita e grazie a Yuko, si rende conto del suo comportamento e chiede scusa al fidanzato. |                   |                |
| 25 | Verso il futuro 「おいてけぼり」 - Oitekebori | 19 settembre 1996 | 2000           |
| 25 | È tempo di decidere cosa fare dopo il biennio. Tutti lo sanno già, a parte Yuko e questo la agita molto. Takako si iscriverà al corso per parrucchieri, mancando alla promessa che lei e Yuko sarebbero rimaste sempre insieme. Una mattina Yuko non si sente bene e resta a casa con la madre, che cerca di rincuorarla e le consiglia di scegliere con la propria testa e non in base alle amicizie. |                   |                |
| 26 | Rivali in amore 「カルい山田くん」 - Karui Yamada-kun | 26 settembre 1996 | 2000           |
| 26 | Yamada, un nuovo compagno, invita Yuko al cinema e lei accetta, convinta che a Hiroshi non importi poi molto di lei. Ma una volta al cinema si rende conto di aver fatto una sciocchezza, soprattutto quando vede che Yamada è subito pronto a corteggiare un'altra ragazza. Così, Yuko corre da Hiroshi per dirgli quanto lui sia importante per lei. |                   |                |
| 27 | Il concerto 「コンクール」 - Konkūru – "Concorso" | 3 ottobre 1996    | 2000           |
| 27 | Si avvicina il concorso di musica e Yuko viene scelta per suonare la grancassa nella banda della scuola. Alcune compagne invidiose pensano che il professore l'abbia scelta solo perché è al terzo anno, non per la bravura e la ragazza va in crisi. Le prove sono un disastro e Yuko chiede di essere rimossa dalla banda. Hiroshi la sprona a non mollare, perché non deve dimostrare di essere la migliore, ma cercare di fare soltanto del proprio meglio ottenendo grandi soddisfazioni. Così, Yuko riprende le prove e vinceranno il secondo premio. |                   |                |
| 28 | Insospettabile cuore tenero 「笑わない代ばば」 - Warawanai dai baba – "Non ridere" | 10 ottobre 1996   | 2000           |
| 28 | Yuko e le sue compagne sono alle prese con l'insegnante di ginnastica, soprannominata 'Schiacciasassi' per il suo caratteraccio. Un giorno Yuko, Takako e Kelly decidono di saltare lezione, stanche dei rimproveri della prof ma vengono scoperte. In seguito tutta la classe boicotta la lezione e il preside decide di trasferire l'insegnante altrove. Yuko però la incontra al supermercato e si rende conto che ha un cuore. La prof spiegherà che si comporta così per imitare la sua vecchia insegnante, che le ha dato molto. Yuko capisce che non si dovrebbe giudicare dalle apparenze. |                   |                |
| 29 | La magia di un ricordo 「ラブレター」 - Raburetā – "Lettera d'amore" | 17 ottobre 1996   | 2000           |
| 29 | Yuko, sua madre Atsuko e la sorella stanno riordinando casa, l'unico sul divano è il padre. Infatti, Yuko non riesce a capire cosa ci trovi sua madre in lui. Sua sorella sostiene che all'inizio gli uomini conquistano perché sono gentili ma poi il tempo smorza tutto. In più, Takako riceve una foto dal fidanzato insieme ad un'altra. Yuko si convince che anche Hiroshi si stancherà di lei un giorno.. Ma la mamma le racconta una bella storia d'amore, che si rivela quella fra lei e il marito. Yuko allora capisce come mai i suoi siano ancora sposati e che il vero amore dura per sempre. E che, intanto, non deve preoccuparsi ma vivere in pieno la giovinezza. |                   |                |
| 30 | Tra sogno e realtà 「夢と現実」 - Yume to genjitsu – "Sogno e realtà" | 24 ottobre 1996   | 2000           |
| 30 | Takako scappa di casa perché i suoi non approvano che voglia fare l'estetista. Yuko la ospita e la madre la invita ad andare insieme in un centro di bellezza gestito da un'amica. Takako accetta entusiasta e inizia a dare una mano, ma si rende conto che è più dura di quello che pensava. Così, getta la spugna e decide di scendere a compromessi coi genitori, ma il padre di Yuko le spiega che deve continuare a crederci se è il suo sogno e che i suoi l'avevano solo messa alla prova. Takako torna sui suoi passi e andrà alla scuola per estetisti. |                   |                |
| 31 | La grande partita 「ヒロシの夏」 - Hiroshi no natsu – "L'estate di Hiroshi" | 31 ottobre 1996   | 2000           |
| 31 | La squadra di Hiroshi è in finale e Yuko vuole fare il tifo insieme a tutti i compagni. Purtroppo però nessuno può partecipare e si organizza per conto suo. Ma il giorno della partita ci sono tutti e Hiroshi viene notato da due selezionatori. |                   |                |
| 32 | È solo una leggenda? 「文化祭前夜」 - Bunkasai zenya – "La notte prima della festa della cultura" | 7 novembre 1996   | 2000           |
| 32 | Yuko e compagni entrano a scuola di notte per visionare una serie di videocassette e scegliere degli spezzoni da montare poi in un video di fine anno scolastico. Ci sarà un fantasma a scuola di notte? |                   |                |
| 33 | Il primo amore 「いちばん星」 - Ichiban hoshi – "La stella migliore" | 14 novembre 1996  | 2000           |
| 33 | Kelly si prende una cotta per un compagno molto simile a lei, studioso e ambizioso. Un giorno però Yahamada si siede vicino ed iniziano ad andare molto d'accordo, tanto che Kelly comincia a provare qualcosa per lui anche se sono diversi. Appena lo vede con Yuko, però, si rassegna al fatto che a Yahamada piace lei e che non ha speranza. Invece, il ragazzo la corrisponde e confessano l'uno all'altra il proprio interesse. Kelly così impara a non trarre conclusioni affrettate sulle persone e che chi è diverso da noi può sempre sorprenderci in positivo. |                   |                |
| 34 | Una scelta difficile 「進学問題」 - Shingaku mondai – "Problemi di andare a scuola" | 21 novembre 1996  | 2000           |
| 34 | I selezionatori che avevano notato Hiroshi alla partita si presentano a scuola per chiedere al preside che il ragazzo continui gli studi nella capitale, dove potrà diventare un calciatore professionista. Hiroshi teme la distanza da Yuko ma sa che è una grande opportunità. Yuko lo viene però a sapere da altri e si arrabbia perché non vuole separarsi da Hiroshi, ma poi capisce che deve lasciarlo libero se davvero gli vuole bene. |                   |                |
| 35 | Non voglio perderti, Hiroshi! 「プレゼント」 - Purezento – "Regalo" | 28 novembre 1996  | 2000           |
| 35 | Yuko inizia ad avere seri dubbi sul futuro con Hiroshi a causa della distanza. Come se non bastasse, le amiche la confondono ancora di più e Yuko pretende di ufficializzare la relazione con lui. Hiroshi però non vuole correre, sono giovanissimi e non ha bisogno di 'fidanzarsi' per essere sicuro del suo amore per Yuko. Lei purtroppo interpreta tutto negativamente e pensa sia meglio che ciascuno vada per la propria strada. |                   |                |
| 36 | Uno sguardo vale più di mille parole 「卒業」 - Sotsugyō – "Diploma" | 5 dicembre 1996   | 2000           |
| 36 | Yuko continua ad avere dubbi su Hiroshi e non si parlano. Arriva il giorno del diploma e della cena coi compagni, ma neanche in questa occasione si rompe il ghiaccio. Yuko chiede consiglio a Fuyuki, che condivide la risposta di Hiroshi perché è l'amore che conta è non l'unione formale fra due persone. Takako propone di fare un altro viaggio tutti insieme in modo da far riavvicinare i due innamorati. |                   |                |
| 37 | Tutte le parole che non ti ho detto 「旅立ちの日」 - Tabidachi no nichi – "Il giorno del viaggio" | 12 dicembre 1996  | 2000           |
| 37 | Purtroppo Hiroshi non può partecipare al viaggio, ma Yuko si diverte comunque e aiuta Rumiko a dichiararsi con Mako. Hiroshi la avvisa con un biglietto che domenica partirà e Yuko lo accompagna in stazione. Finalmente i due si chiariscono e si promettono che la distanza non sarà un ostacolo. Di questo Yuko non sa se esserne certa, ma almeno si sono salutati con serenità. |                   |                |
| 38 | È ancora amore! 「あの頃のように」 - Ano koro no youni – "Come quella volta" | 19 dicembre 1996  | 2000           |
| 38 | Yuko si trova con i vecchi compagni ma Hiroshi non c'è. Da quando è partito si sentono pochissimo e lei si domanda se davvero lui tenga alla relazione. Così decide di andarlo a trovare al campus proprio nel giorno di vacanza, infatti Hiroshi sta tornando a casa per vederla. Fuyuki lo vede e gli dice che Yuko è al campus per colpa del suo comportamento e Hiroshi corre a prendere il treno. In stazione si incontrano perché Yuko non sale sul suo di treno e finalmente possono stare insieme e chiarirsi. |                   |                |
| 39 | 「水色の季節たち 春、夏、秋、冬」 - Mizuiro no kisetsu-tachi haru, natsu, aki, fuyu – "Le stagioni color acquamarina di primavera, estate, autunno e inverno" | 26 dicembre 1996  | non trasmesso  |
| 39 | Riassunto delle vicende tra Yuko, Hiroshi, gli amici. |                   |                |
| 40 | Dal passato con amore 「思い出アルバム１ 恋愛未満」 - Omoide arubamu 1 Ren'ai-miman – "L'album di memorie 1: amore non corrisposto" | 9 gennaio 1997    | 2000           |
| 40 | Questo episodio è il primo di una serie che racconta dei ricordi. In questo, Mari parla della sua esperienza con un ragazzo molto carino a cui ha chiesto di uscire. Lui si comporta in modo strano perché vuole che gli appuntamenti restino segreti. Mari si insospettisce e poi non si sente accettata per com'è. Infatti scopre che il ragazzo sta frequentando più ragazze alla volta, quindi lo molla sperando di incontrare anche lei un giorno il vero amore. |                   |                |
| 41 | Idoli della televisione 「思い出アルバム２ グローイングアップ」 - Omoide arubamu 2 Guroingu appu – "L'album di memorie 2: crescere" | 16 gennaio 1997   | 2000           |
| 41 | Nella versione originale, Mako vuole comprarsi il nuovo numero di una rivista osé 'Babywatch' ma non ha il coraggio. Allora complotta con gli amici, ma Hiroshi si tira indietro perché non vuole che Yuko pensi male. Sul più bello che Mako e Fuyuki stanno per pagare, entra in libreria Takako e i due fanno finta di nulla. La ragazza però capisce tutto e regala una copia della rivista a Mako senza pregiudizi. Alla fine scoprono che pure Hiroshi lo ha comprato di nascosto da Yuko. |                   |                |
| 42 | Un grande amore 「思い出アルバム３ みやうの恋」 - Omoide arubamu 3 Miyau no koi – "L'album di memorie 3: l'amore di Miyau" | 23 gennaio 1997   | 2000           |
| 42 | Ora tocca a Fuyuki raccontare di quando si è innamorato di Yuko il primo giorno di scuola. Purtroppo era presente nel momento in cui Hiroshi rivela all'amica di provare qualcosa per lei (e che quindi Takako non gli interessa). Ma Fuyuki non molla e compone una canzone per Yuko da cantare al campeggio. Fatalità becca il momento dove lei e Hiroshi si dichiarano l'uno all'altra, a quel punto lui decide di accettare la realtà e andare avanti. |                   |                |
| 43 | Quando apri le porte del tuo cuore 「思い出アルバム４ はじめての友達」 - Omoide arubamu 4 Hajimete no tomodachi – "L'album di memorie 4: l'inizio di un'amicizia" | 30 gennaio 1997   | 2000           |
| 43 | Kelly e Takako proprio non riescono ad andare d'accordo. Parlando di compleanni, si scopre che Kelly compie gli anni il 29 febbraio e che festeggia veramente ogni quattro anni. Allora Yuko organizza una serata a casa sua insieme a Takako per fare festa a Kelly, ma lei non capisce le intenzioni delle due amiche e si sente esclusa a tal punto da voler andarsene. Yuko la convince a restare e nasce così una grande amicizia soprattutto con Takako. |                   |                |
| 44 | Il malinteso 「思い出アルバム５ お母さんの恋人」 - Omoide arubamu 5 Okā-san no koibito – "L'album di memorie 5: l'amante della mamma" | 6 febbraio 1997   | 2000           |
| 44 | Yuko e la sorella Aiko sospettano che la madre abbia una relazione extraconiugale. Il padre non si impegna a mantenere vivo il matrimonio quindi le due sorelle lo portano da Takako per dargli una sistemata. Parlando con lui però scoprono che la madre lavora per un amico traduttore, perciò non c'è nessun amante. Allora organizzano una cena romantica in giardino a sorpresa e Yuko spera che il suo amore con Hiroshi duri a lungo come quello fra i suoi genitori. |                   |                |
| 45 | Un giorno al mare 「思い出アルバム６ ナイショの夏物語」 - Omoide arubamu 6 Naisho no natsumono go – "L'album di memorie 6: i segreti delle storie d'estate" | 13 febbraio 1997  | 2000           |
| 45 | Yuko e amiche vanno un giorno al mare e fanno amicizia con tre ragazzini che assomigliano a Hiroshi, Mako e Fuyuki. Come al solito, Takako attrae l'attenzione perché ha un bel fisico già sviluppato e viene presa di mira da due spacconi mentre gli altri sono in giro. Fortunatamente interviene il sosia di Fuyuki e si liberano dei due malintenzionati. Lui si ferisce e Takako gli dà un bacio in fronte, anche se è il più timido e fragile l'ha salvata! |                   |                |
| 46 | Una gita agitata 「思い出アルバム７ 男達の修学旅行」 - Omoide arubamu 7 Otoko-tachi no shūgakuryokō – "L'album di memorie 7: la gita dei ragazzi" | 20 febbraio 1997  | 2000           |
| 46 | Hiroshi racconta di quando, in gita, Mako ha voluto trascinare lui e Fuyuki a caccia di ragazze. Infatti vogliono andare in un club di spogliarelliste. Per strada conoscono una ragazza che li invita nella scuola di danza tradizionale giapponese, dove lei lavora. La sua passione è di ispirazione ai tre ragazzi che alla fine rinunciano al club e tornano in hotel da Yuko e compagni. |                   |                |
| 47 | Guardando al futuro 「思い出アルバム８ 天使からフォー・ユー」 - Omoide arubamu 8 Tenshi kara fō yū – "L'album di memorie 8: dagli angeli per te" | 27 febbraio 1997  | 2000           |
| 47 | Yuko e Hiroshi si ritrovano a fare i baby-sitter per un giorno della bambina di una ex compagna di scuola. I due si rendono conto di quanto sia difficile fare il genitore e Yuko comprende i sacrifici di mamma e papà. Forse in futuro anche lei avrà dei figli ma non è il momento di pensarci perché bisogna godere del presente e affrontare passo dopo passo con entusiasmo il percorso che porta a realizzare i propri sogni. |                   |                |

### Sigle
La sigla italiana, scritta da Alessandra Valeri Manera con la musica di Franco Fasano ed interpretata da Cristina D'Avena, presenta un arrangiamento completamente diverso e viene usata sia in apertura che in chiusura. Il brano è stato poi incluso in alcuni album della cantante, ovvero Fivelandia 18 (2000).
Sigla di apertura
- Mizuiro Jidai (水色時代?), di Jun Yoneya

Sigla di chiusura
- Ano koro no youni (あの頃のように?), di Masami Suzuki (ep. 1-25)
- Yakusoku wa Alright! (約束はＡｌｒｉｇｈｔ！?), di YAG PD (ep. 26-47)

Sigla di apertura e di chiusura italiana
- Temi d'amore fra i banchi di scuola, di Cristina D'Avena

### Adattamento italiano
La serie trasmessa su Mediaset ha subìto pesanti censure per potersi adattare al target pre-adolescenziale a cui i programmatori italiani avevano destinato la serie. In originale, però la serie era intesa esattamente come una storia di formazione in cui si mostrava il passaggio dei protagonisti da bambini ad adulti attraverso l'adolescenza; lo stesso titolo originale, "L'età color dell'acqua", fa riferimento al fatto che il colore dell'acqua è incostante poiché è in movimento e quindi mutevole e inquieto come il carattere dei ragazzi adolescenti. Nella serie ci sono spesso riferimenti al cambiamento che avviene durante l'adolescenza e in tal senso la serie ha anche un valore didattico.
L'adattamento italiano non ha colto l'intenzione didattica originale, o l'ha volontariamente eliminata abbassando il target della serie a un pubblico pre-adolescenziale. Famoso è rimasto l'episodio 5 intitolato Grandi cambiamenti, dove la protagonista Yuko ha le sue prime mestruazioni, evento completamente censurato che ha quindi comportato un totale stravolgimento nei dialoghi per non menzionare tale evento cardine della puntata. Alla protagonista Yuko viene fatto dire che ha fatto un "terribile incubo" che potrebbe essere premonitore; le sue amiche, che nella versione originale la rassicurano dicendole che anche loro hanno il ciclo, nella versione italiana censurata dicono che anch'esse, spesso, sognano premonizioni riguardo anche ai voti dei compiti in classe, ma dopo quest'affermazione appare nei suoi pensieri l'immagine del reggiseno, in riferimento, nella versione originale, all'ingrandimento che avrebbero avuto prossimamente i suoi seni (sono oscuri i motivi per i quali Mediaset non abbia eliminato questa scena contraddittoria). Una volta tornata a casa la ragazza rivela a sua madre ciò che le è successo, e la madre le fa gli auguri: nella versione originale è dovuto al fatto del suo cambiamento, mentre nella versione italiana è dovuto al fatto che è il suo onomastico, ricorrenza del tutto inventata (in Giappone non viene festeggiato l'onomastico) per giustificare i festeggiamenti e gli auguri che verranno posti alla ragazza durante la cena. Quando il giorno seguente verrà regalato alla ragazza un assorbente, esso diverrà nella versione italiana un "talismano che può proteggere dagli incubi". Inoltre nell'episodio è stato omesso il contenuto riguardante un filmato che guardavano i bambini a scuola, suddivisi per sesso: nella versione originale era un video educativo sul sesso, mentre in entrambe le versioni per i maschi diventa una replica sportiva, mentre per le ragazze non c'è alcun accenno. Inoltre, la ragazza teme che durante l'ora d'educazione fisica possano verificarsi situazioni sgradevoli riguardo alla sua femminilità, ma in italiano la sua paura di affrontare la lezione è dovuta al fatto che teme per la sua incolumità dal momento che, nel suo incubo, prevedeva che le sarebbe accaduta una "brutta disgrazia". È da notare che il titolo dell'episodio, che allude all'importante cambiamento nel corpo della ragazza, non è stato modificato; inoltre l'episodio ha creato abbastanza confusione non spiegando la ragione per la quale la ragazza arrossisce di vergogna ogni qualvolta parla del suo "incubo" oppure quando dice frasi quali "Ho voti bassi persino in educazione fisica". Oltre a questo episodio sono numerosi i tagli per via dell'abbassamento di target, come nell'episodio 30 quando viene censurata la scena in cui Takako vede il padre di Yuko nudo per ben due volte.